# متعب المطلق
متعب المطلق (مواليد 10 ديسمبر 1997) هو لاعب كرة قدم سعودي.

## مسيرة اللاعب
بدأ مع النصر و أعاره نادي النصر إلى نادي الرائد في مطلع عام 2018 لمدة سنة ونصف و في صيف 2019 انتقل إلى نادي الرائد و أعير إلى نادي الساحل في صيف 2020 و لعب بعدها مع نادي الشعلة.

## روابط خارجية
- متعب المطلق على موقع Soccerway.com (الإنجليزية)